# Maxera melanocephala
Maxera melanocephala är en fjärilsart som beskrevs av George Francis Hampson 1891. Maxera melanocephala ingår i släktet Maxera och familjen nattflyn. Inga underarter finns listade i Catalogue of Life.